# Darius Miceika
Darius Miceika (ur. 22 lutego 1983 w Wilnie) – litewski piłkarz grający na pozycji pomocnika, reprezentant Litwy.

## Kariera piłkarska

### Kariera klubowa
W 2000 rozpoczął karierę piłkarską w klubie Polonija Wilno, skąd w następnym roku przeszedł do Žalgirisu Wilno. W 2002 podpisał kontrakt z rosyjskim Zenitem Petersburg, gdzie tylko w pierwszym sezonie występował w podstawowej drużynie, a potem bronił barw rezerw. W 2005 został piłkarzem łotewskiego Liepājas Metalurgs. Na początku 2009 przeniósł się do białoruskiego Hranitu Mikaszewicze. Latem 2009 podpisał kontrakt z ukraińskim Metałurhiem Zaporoże. Po zakończeniu sezonu opuścił Metałurh.

## Kariera reprezentacyjna
Od 2005 roku występuje w reprezentacji Litwy.

## Sukcesy i odznaczenia

### Sukcesy klubowe
- mistrz Łotwy: 2005
- wicemistrz Łotwy: 2006, 2007, 2008
- zdobywca Pucharu Łotwy: 2006
- mistrz Baltic League: 2007